# Підгайний Леонід Єрофійович
Леонід Єрофійович Підгайний (1899, Яблунів — 17 грудня 1950) — письменник, літературознавець. Член Національної спілки письменників України.

## Біографія
Народився в 1899 році в селі Яблуневі (тепер Канівського району Черкаської області). Був доцентом Київського університету. Друкувався з 1928 року.
Помер 17 грудня 1950 року. Похований в Києві на Лук'янівському цвинтарі (ділянка № 25, рід 11, місце 11).

## Творчість
Автор книжок:
- «Леся Українка» (1929);
- «Литературные комментарии к произведениям М. Коцюбинского»;
- «Франко і Золя» та інших[1].

Статей:
- Л. Підгайний. Драматургія сценарія Є. Помєщікова "Багата наречена". «Радянське кіно» № 2 лютий, 1936 р.
- Підгайний Л. Юрій Смолич. «Фальшива Мельпомена».— Гарт, 1929, № 2, стор. 156—158.
- Підгайний Л.— Дві лінії.— «Літературна газета», 1939, 4 липня.
- Підгайний Л.— Ю. Смолич. «Вісімнадцятилітні».— «Радянська літе ратура», 1938, № 7, стор. 187—190
- Підгайний Л.— Юрій Смолич. «Останній Ейджевуд».— «Червоний шлях», 1929, № 7, стор. 238—239
- Підгайний Л.— В шуканні жанру. [«Наші тайни»].— «Радянська література», 1936, № 5, стор. 156—161.[2]